# Mental Coach Jegal
Mental Coach Jegal (en hangul, 멘탈코치 제갈길; RR: Mentalkochi Jegal Gil) es una serie de televisión surcoreana dirigida por Son Jeong-hyun y protagonizada por Jung Woo, Lee Yoo-mi, Kwon Yul, Park Se-young y Moon Yoo-kang. Se emitirá desde el 12 de septiembre hasta el 1 de noviembre de 2022 por el canal tvN los lunes y martes a las 22:30 horas (hora local coreana).

## Sinopsis
Un exatleta del equipo nacional que ha abandonado la práctica deportiva tras un accidente ayuda a los jugadores en crisis, cuida a los veteranos retirados y juega un verdadero partido contra un mundo absurdo en el que el ganador se lo lleva todo. 

## Reparto

### Principal
- Jung Woo como Jegal Gil, un entrenador de salud mental y exatleta nacional de taekwondo, que abandonó la práctica deportiva debido a un escándalo sin precedentes.[2][4][5][6]
- Lee Yoo-mi como Cha Ga-eul, una patinadora de velocidad en pista corta, ganadora de medalla de oro, que tiene como objetivo superar una depresión y regresar al deporte.[2][7][8][9]
- Kwon Yul como Gu Tae-man, director del Centro de Derechos Humanos del Consejo de Deportes y medallista de oro olímpico de taekwondo.[1][2]
- Park Se-young como Park Seung-ha, psiquiatra del equipo de apoyo psicológico del equipo deportivo nacional.[1][2]
- Moon Yoo-kang como Lee Mu-gyeol, un destacado nadador que logró grandes éxitos pero que está obsesionado por ser siempre el mejor y manifiesta un estado psicológico inestable.[10]

### Secundario
- Yoon Joo-sang como Jegal Han-ryang.[2]
- Kim Do-yoon como Cha Mu-tae, el hermano mayor de Ga-eul, quien ahora trabaja como camarero en un club después de ser un famoso atleta de taekwondo y artes marciales mixtas.[11]
- Gil Hae-yeon como Shim Bok-ja, la madre de Ga-eul y Mu-tae, una madre fuerte, realista y dura.[12]
- Cha Soon-bae como el Dr. Song Ji-man, un investigador principal del equipo de apoyo psicológico del equipo nacional de tiro con arco.[13][14]
- Moon Sung-keun como Park Seung-tae.[2]
- Kim Jong-tae como el representante Kang.[15]
- Lee Jin-yi como Choi Su-ji, una ex gimnasta retirada: anunció su retiro abruptamente porque no estaba satisfecha con su vida como atleta.[16][17]
- Kang Young-seok como Go Young-to.[16]
- Heo Jung-min como Pistol Park (Park Hyun-soo).[18]
- Jung Kang-hee como Oh Bok-tae, exentrenador de taekwondo, actualmente es el representante de Jegal Gil, y director local de taekwondo.[16][19]
- Heo Jeong-do como Oh Dal-seong, profesora asistente en el departamento de patinaje sobre hielo de la Universidad de Deportes de Haneol y entrenadora técnica a cargo del equipo nacional femenino de pista corta.[16]
- Park Han-sol como Oh Seon-ah, deportista estrella de la pista corta de la Universidad de Deportes Haneol.[16][20]
- Kim Si-eun como Han Yeo-woon, patinadora de pista corta.[16][21]
- Noh Ah-reum como Mo Ah-reum, patinadora de pista corta.[16][22]
- Hong Hwa-yeon como Kim Moo-young, patinadora de pista corta, la mayor del equipo.[23][24]
- Park Chul-min como Jeong Chang-sik, presidente de la Federación de Natación, vicepresidente ejecutivo de Sangjin Construction.[25]
- Lee Cheol-min como Park Sang-do, presidente de la Federación de Patinaje sobre Hielo, propietario de una empresa constructora.
- Jung Kyu-soo como Go Yeong-pyo, presidente de la asociación deportiva.
- Kim Yoo-jung como Park Ji-soo.
- Choi Hee-jin como Choi Yeo-jeong, directora de la agencia de deportes Winner Sports y madre de Lee Mu-gyeol.[26]
- Park Hee-joo.[27]
- Yoo Young-jae como un entrenador.[28]
- Lee Seung-min.[29]

## Producción
Para el reparto, se contó con algunos antiguos deportistas profesionales como Noh Ah-reum (quien ganó el Campeonato Mundial Juvenil en 2008 y 2009), que debuta como actriz en esta serie; y Park Hee-joo, golfista, ganadora del 28.º Campeonato de Corea de Golf.
Según declaraciones del director, en principio la actriz Lee Yoo-mi no estaba en la lista de candidatos para las audiciones, pero Jung-woo le pidió que la tuviera en cuenta, y así la eligió. Todo ello sucedió justo después del lanzamiento de El juego del calamar, donde interviene la actriz con un papel destacado. Para preparar el papel, el primero de su carrera como protagonista, Lee se entrenó tres meses en el patinaje sobre hielo.
La compañía productora publicó fotografías con la primera lectura del guion por parte de los cuatro protagonistas el 4 de agosto de 2022.
El día 6 de septiembre se llevó a cabo la presentación en línea de la serie de tvN. Al acto asistieron Jung-woo, Lee Yu-mi, Kwon Yul, Park Se-young y Son Jeong-hyeon.

## Audiencia
| Temporada | Temporada | Episodio número | Episodio número | Episodio número | Episodio número | Episodio número | Episodio número | Episodio número | Episodio número | Episodio número | Episodio número | Episodio número | Episodio número | Episodio número | Episodio número | Episodio número | Episodio número | Promedio |
| Temporada | Temporada | 1               | 2               | 3               | 4               | 5               | 6               | 7               | 8               | 9               | 10              | 11              | 12              | 13              | 14              | 15              | 16              | Promedio |
| --------- | --------- | --------------- | --------------- | --------------- | --------------- | --------------- | --------------- | --------------- | --------------- | --------------- | --------------- | --------------- | --------------- | --------------- | --------------- | --------------- | --------------- | -------- |
|           | 1         | 403             | 536             | 415             | 522             | 435             | 485             | 467             | 512             | 465             | 439             | 362             | 423             | 348             | 399             | 435             | 556             | 450      |

| Episodio | Fecha de emisión         | Índices de audiencia (Nielsen Korea) | Índices de audiencia (Nielsen Korea) |
| Episodio | Fecha de emisión         | Nacional                             | Seúl                                 |
| --- | ------------------------ | ------------------------------------ | ------------------------------------ |
| 1 | 12 de septiembre de 2022 | 1,53 % (12.ª)                        | 1,601 % (9.ª)                        |
| 2 | 13 de septiembre de 2022 | 2,366 % (2.ª)                        | 1,974 % (3.ª)                        |
| 3 | 19 de septiembre de 2022 | 1,702 % (2.ª)                        | 1,688 % (3.ª)                        |
| 4 | 20 de septiembre de 2022 | 2,013 % (2.ª)                        | 1,744 % (3.ª)                        |
| 5 | 26 de septiembre de 2022 | 1,808 % (1.ª)                        | 1,807 % (1.ª)                        |
| 6 | 27 de septiembre de 2022 | 2,127 % (2.ª)                        | 1,976 % (2.ª)                        |
| 7 | 3 de octubre de 2022     | 1,817 % (3.ª)                        | 1,751 % (4.ª)                        |
| 8 | 4 de octubre de 2022     | 2,109 % (2.ª)                        | 2,067 % (3.ª)                        |
| 9 | 10 de octubre de 2022    | 1,858 % (3.ª)                        | 1,555 % (6.ª)                        |
| 10 | 11 de octubre de 2022    | 1,702 % (2.ª)                        | 1,669 % (3.ª)                        |
| 11 | 17 de octubre de 2022    | 1,410 % (5.ª)                        | 1,324 % (5.ª)                        |
| 12 | 18 de octubre de 2022    | 1,754 % (3.ª)                        | 1,745 % (4.ª)                        |
| 13 | 24 de octubre de 2022    | 1.455 % (3.ª)                        | 1.396 % (5.ª)                        |
| 14 | 25 de octubre de 2022    | 1,856 % (3.ª)                        | 1,554 % (4.ª)                        |
| 15 | 31 de octubre de 2022    | 1,815 % (2.ª)                        | 1,764 % (2.ª)                        |
| 16 | 1 de noviembre de 2022   | 2,511 % (2.ª)                        | 2,569 % (2.ª)                        |
| Promedio | Promedio                 | 1,865 %                              | 1,762 %                              |
| - En la tabla superior, aparecen en azul los índices más bajos, y en rojo los más altos. - Esta serie se emitió en un canal de cable o televisión de pago, que normalmente tiene una audiencia menor en comparación con las emisoras públicas o de televisión en abierto (KBS, SBS, MBC y EBS). |                          |                                      |                                      |